# Col Abel Erasmus
Le col Abel Erasmus est un col de montagne situé dans la province du Limpopo en Afrique du Sud. La route du col a été inaugurée le 8 mai 1959.

## Toponymie
Le col a été baptisé en l'honneur d'Abel Jacobus Erasmus (né à Weenen, colonie du Natal en 1845 et mort à Krugerspost, Lydenburg en 1912) un Boer qui s'était établi dans la région de Graskop, avait été élu au conseil de Lydenburg puis était devenu commissaire indigène pour le gouvernement de la république sud-africaine du Transvaal après la première guerre des Boers. Il a participé au démarquage des frontières entre la république sud-africaine, l'Afrique orientale portugaise et le Swaziland. Il a également combattu sur le front du Natal lors de la seconde guerre des Boers.

## Géographie
Le col Abel Erasmus est situé sur la route R36 entre Ohrigstad et Hoedspruit/Tzaneen. Il traverse le Drakensberg. Depuis 1959, la route traverse le tunnel JG Strijdom long de 133 m, nommé ainsi d’après l’ancien Premier ministre Johannes Strijdom.

## Histoire
La route suit une ancienne voie de diligence de la fin du XIXe siècle.